# Pekangkungan
Pekangkungan is een bestuurslaag in het regentschap Pasuruan van de provincie Oost-Java, Indonesië. Pekangkungan telt 2048 inwoners (volkstelling 2010).